# Долинский ботанический заказник
Долинский заказник — ботанический заказник общегосударственного значения. Расположен в Ананьевском районе Одесской области, вблизи села Долинское.
Площадь заказника 815 га. Расположен на территории урочища Глубокий Яр Долинского лесничества Котовского лесхоза. Создан в 1998 году по указу Президента Украины от 9 декабря 1998 г. № 1341/98.
Заказник создан для охраны Байрачного лесного массива с рощами из дуба обыкновенного. На территории распространены клекачка перистая, лилия лесная, шафран сетчатый. Из животных встречаются: орёл-карлик, подорлик малый, лунь полевой, сорокопут серый, ночница Наттерера, малая вечерница, медянка и полоз желтобрюхий, занесены в Красную книгу Украины.